# Liste der Biografien/Stras
Liste der Biografien |
Portal Biografien |
Personensuche
# |
A |
B |
C |
D |
E |
F |
G |
H |
I |
J |
K |
L |
M |
N |
O |
P |
Q |
R |
S |
T |
U |
V |
W |
X |
Y |
Z |
?
 
Sa |
Sb |
Sc |
Sd |
Se |
Sf |
Sg |
Sh |
Si |
Sj |
Sk |
Sl |
Sm |
Sn |
So |
Sp |
Sq |
Sr |
Ss |
St |
Su |
Sv |
Sw |
Sy |
Sz
 
Sta |
Ste |
Sth |
Sti |
Stj |
Stl |
Sto |
Str |
Sts |
Stt |
Stu |
Stv |
Stw |
Sty
 
Stra |
Strb |
Stre |
Strg |
Stri |
Strl |
Strm |
Strn |
Stro |
Strp |
Stru |
Stry |
Strz
 
Straa |
Strab |
Strac |
Strad |
Strae |
Straf |
Strag |
Strah |
Strai |
Straj |
Strak |
Stral |
Stram |
Stran |
Strap |
Stras |
Strat |
Strau |
Strav |
Straw |
Strax |
Stray |
Straz
Die Liste der Biografien führt alle Personen auf, die in der deutschsprachigen Wikipedia einen Artikel haben. Dieses ist eine Teilliste mit 217 Einträgen von Personen, deren Namen mit den Buchstaben „Stras“ beginnt.

## Stras

### Strasb
- Strasberg, Anna (1939–2024), US-amerikanische Schauspielerin; Witwe des Theaterregisseurs Lee Strasberg
- Strasberg, Lee (1901–1982), US-amerikanischer Theaterregisseur und Schauspiellehrer, Mitbegründer des 1931 entstandenen „Group Theatre“
- Strasberg, Paula (1909–1966), US-amerikanische Schauspielerin und Lehrerin
- Strasberg, Susan (1938–1999), US-amerikanische SchauspielerinSusan Strasberg (1938–1999)

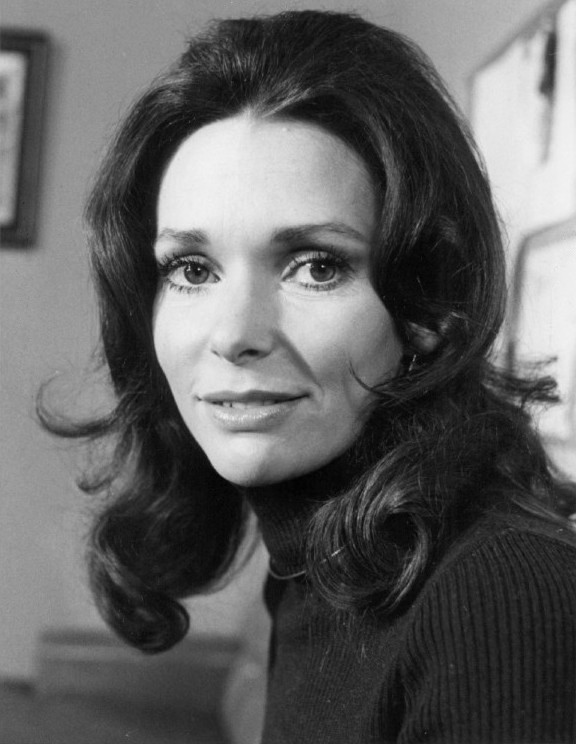
Susan Strasberg (1938–1999)

- Strasburg, Johann Georg (1621–1681), deutscher Mediziner
- Strasburger, Eduard (1844–1912), deutscher Botaniker
- Strasburger, Henryk Leon (1887–1951), polnischer Politiker und Diplomat
- Strasburger, Hermann (1909–1985), deutscher Althistoriker
- Strasburger, Julius (1871–1934), deutscher Internist
- Strasburger, Patricia (* 1984), deutsche Synchronsprecherin und Moderatorin
- Strasburger, Paul, Baron Strasburger (* 1946), britischer Politiker (Liberaldemokraten), Millionär, Philanthrop und Geschäftsmann im Vorruhestand
- Strasburger, Stanisław (* 1975), Schriftsteller, Publizist, Kulturmanager

### Strasc
- Strasch, Solomon Naumowitsch (1870–1934), russisch-sowjetischer Bildhauer
- Strascheg, Falk F. (* 1940), österreichischer Unternehmer und Wagniskapitalgeber
- Straschek, Günter Peter (1942–2009), österreichischer Publizist und Filmemacher
- Straschesko, Mykola (1876–1952), ukrainischer Wissenschaftler, Arzt und Kardiologe
- Straschewa, Olha (* 1972), ukrainische Kunstturnerin
- Straschewski, Anke (* 1963), deutsche Leichtathletin
- Straschimirow, Anton (1872–1937), bulgarischer Schriftsteller
- Straschimirow, Dimitar (1868–1939), bulgarischer Historiker
- Straschitz, Hermann (1940–2021), deutscher Fußballspieler

### Strase
- Strasek, Uwe (1964–2017), deutscher Turm- und Wasserspringer
- Strasen, Walter (1897–1955), deutscher Schauspieler

### Strasf
- Strasfogel, Ignace (1909–1994), polnischer Komponist und Dirigent

### Strash
- Strashko, Stav (* 1992), israelische Schauspielerin und Model
- Strashun, Mattityahu (1817–1885), jüdisch-litauischer Talmud-Wissenschaftler im russischen Kaiserreich

### Strasi
- Strasilla, Dieter (* 1943), deutscher Flugpionier und Chemiker

### Strask
- Stráský, Jan (1940–2019), tschechoslowakischer PolitikerJan Stráský (1940–2019)

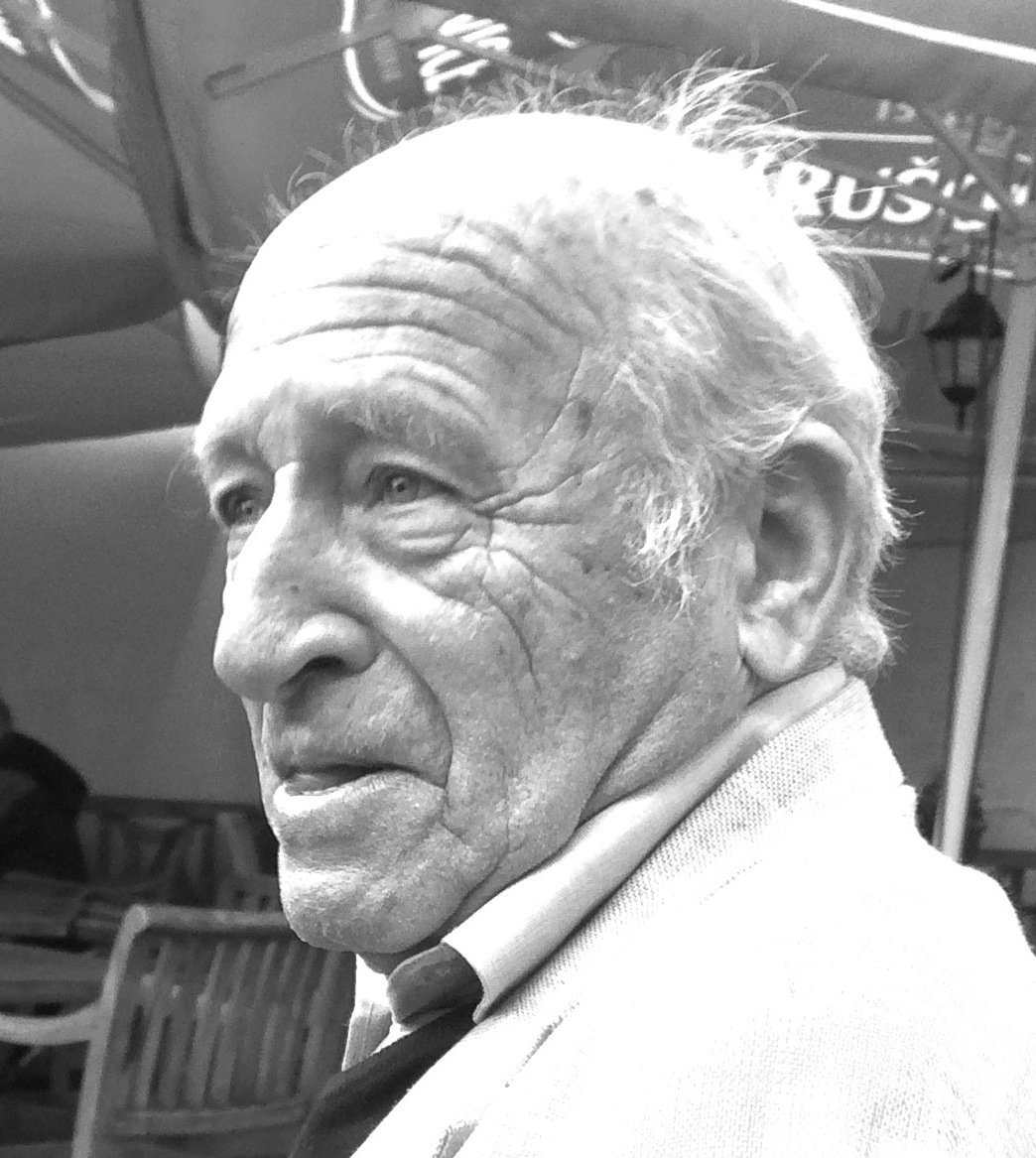
Jan Stráský (1940–2019)

- Stráský, Jiří (* 1946), tschechischer Bauingenieur
- Stráský, Vilém (* 1999), tschechischer Leichtathlet

### Strasm
- Strasmann, David (* 1981), deutscher Gas- und Heißluftballonfahrer

### Strasn
- Strasnoy, Oscar (* 1970), argentinisch-französischer Komponist, Dirigent und Pianist

### Straso
- Strasoldo, Raymund Anton von (1718–1781), Bischof des Bistums Eichstätt und Fürstbischof des Hochstifts Eichstätt
- Strasosky, Hermann (1866–1950), deutscher Theologe

### Strass
- Straß, Carl van der (1817–1880), österreichischer Jurist und Politiker
- Strass, Georg Friedrich (1701–1773), elsässischer Juwelier
- Strass, Jiří (* 1912), tschechischer Theaterschauspieler, Theaterregisseur und Holocaustopfer
- Strassberg, Daniel (* 1954), Schweizer Psychoanalytiker, Arzt, Essayist und Autor
- Strassberg, Max (1913–1968), österreichischer Schauspieler und Hörspielsprecher
- Strassberger, Anna, böhmische Schmiedstochter, an der 1559 eine Teufelsaustreibung durchgeführt wurde
- Straßberger, Ernst Wilhelm (1796–1866), deutscher Maler, Zeichner und Lithograph
- Straßberger, Josef (1894–1950), deutscher Gewichtheber und OlympiasiegerJosef Straßberger (1894–1950)

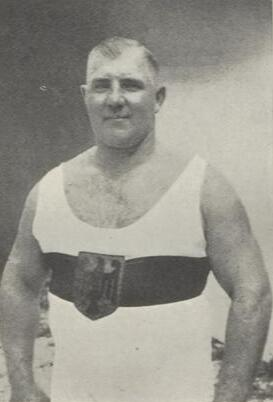
Josef Straßberger (1894–1950)

- Straßberger, Josef (* 1946), österreichischer Beamter und Politiker (ÖVP), Landtagsabgeordneter, Abgeordneter zum Nationalrat
- Straßburg, Karl-Heinz (1944–2017), deutscher Politiker (CDU), Lehrer und Sportkegler
- Straßburg, Manfred (1930–2014), deutscher Zahnmediziner
- Straßburg, Otto (1862–1941), deutscher Textil-Einzelhandelskaufmann
- Straßburger, Antje (* 1970), deutsche Schauspielerin
- Straßburger, August Friedrich († 1765), deutscher Baumeister und Architekt des Barock und des Rokoko
- Straßburger, Benjamin (* 1985), deutscher Rechtswissenschaftler
- Straßburger, Christian (* 1989), deutscher Fußballkommentator und SportjournalistChristian Straßburger (* 1989)

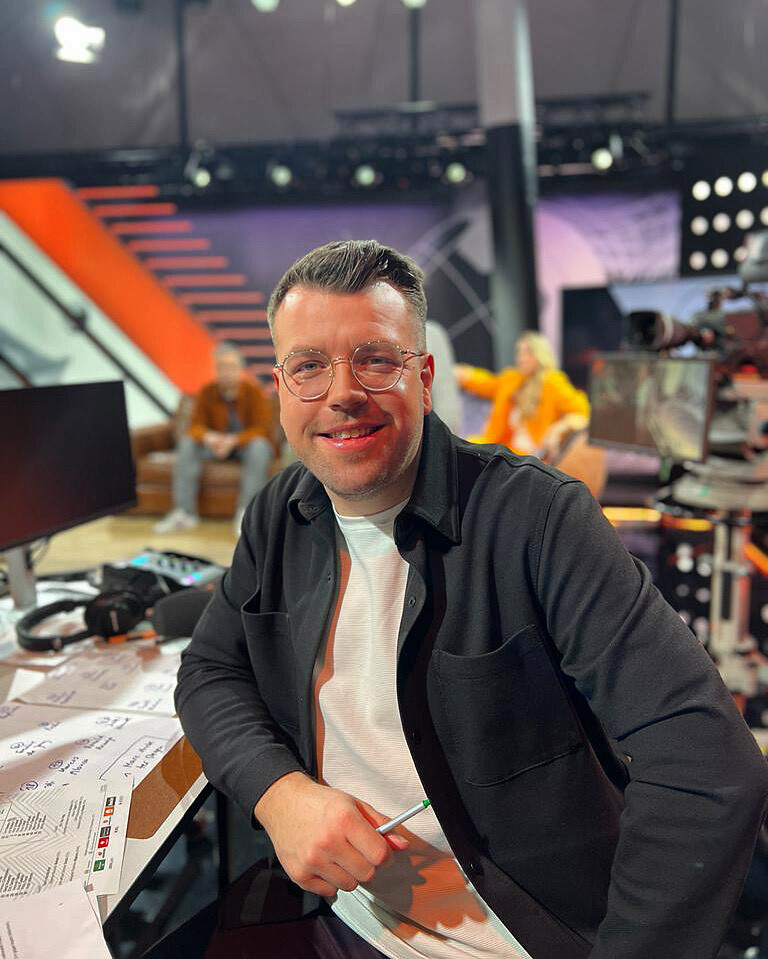
Christian Straßburger (* 1989)

- Strassburger, Elly (1910–1988), deutsch-niederländische Zirkusartistin und Zirkusdirektorin
- Straßburger, Emil (1853–1914), deutscher Lehrer und Sachbuchautor
- Straßburger, Helmut (1930–2010), deutscher Regisseur, Schauspieler und Theaterleiter
- Strassburger, Henning (* 1983), deutscher Künstler
- Strassburger, Hermann (1820–1886), deutscher Unternehmer
- Straßburger, Johann Erhard (1675–1754), deutscher Architekt des Barock
- Straßburger, Johann Nikolaus († 1748), deutscher Baumeister und Architekt der Barockzeit
- Straßburger, Margrit (* 1958), deutsche Schauspielerin, Chanteuse, Synchron- und Hörspielsprecherin
- Straßburger, Norbert (* 1948), deutscher Fußballspieler
- Straßburger, Wilhelm (1907–1991), deutscher Fußballspieler
- Strassegger, Regina (* 1955), österreichische Journalistin
- Strassen, Otto zur (1869–1961), deutscher Zoologe
- Strassen, Volker (* 1936), deutscher MathematikerVolker Strassen (* 1936)

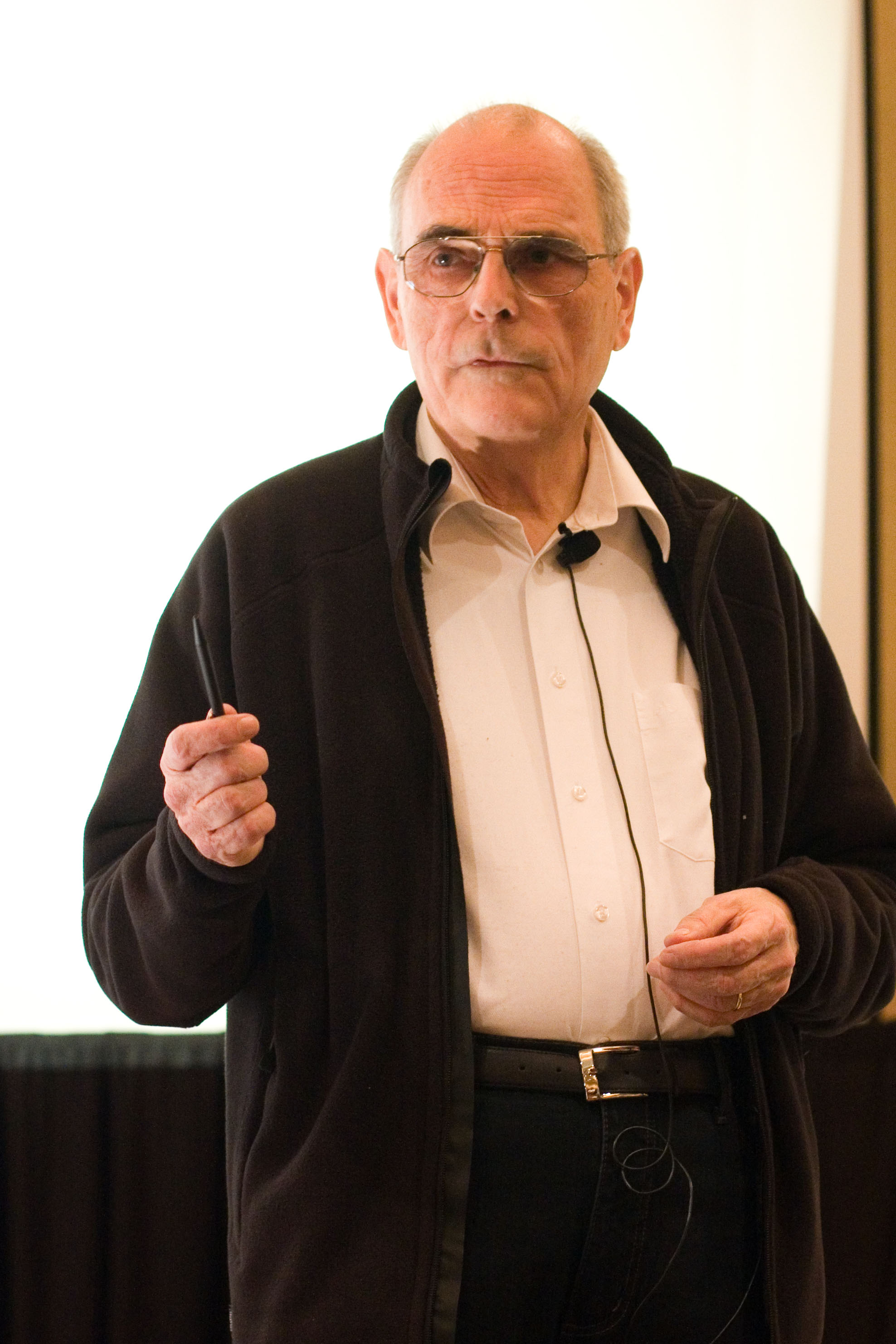
Volker Strassen (* 1936)

- Straßenberger, Grit (* 1970), deutsche Politikwissenschaftlerin
- Straßenberger, Paul (1910–1956), deutscher Politiker (KPD/SED), Wirtschaftsfunktionär
- Straßenberger, Peter (* 1938), deutscher Gewerkschaftsfunktionär (FDGB)
- Straßenburg, Romy (* 1983), deutsche Journalistin, Autorin, Moderatorin und Reporterin
- Strasser, Alex (1898–1974), österreichisch-britischer Filmemacher
- Strasser, Alexander (1656–1731), Abt des Benediktinerstiftes Kremsmünster
- Strasser, Alexei (* 1987), Schweizer Volleyball- und Beachvolleyballspieler
- Strasser, Alfons (1918–1962), deutscher Politiker (WAV, FDP), MdL Bayern
- Straßer, Alfred (1887–1959), deutscher Staatsbeamter und Kommunalpolitiker (NSDAP, Bayernpartei)
- Strasser, Alfred (1895–1967), österreichischer Filmkomponist
- Strasser, Alois (1867–1945), österreichischer Mediziner
- Strasser, Anna (1921–2010), österreichische Widerstandskämpferin und NS-Opfer
- Strasser, Annette (* 1981), deutsche Schauspielerin
- Strasser, Anton (1897–1959), österreichischer Harmonikabauer
- Strasser, Arthur (1854–1927), österreichischer Bildhauer
- Strasser, Benjamin (1888–1955), österreichischer Maler
- Strasser, Benjamin (* 1987), deutscher Politiker (FDP), MdB
- Strasser, Benny (* 1989), deutscher Mountainbiker
- Strasser, Bernd (* 1936), deutscher Wasserballspieler
- Strasser, Bernhard (1895–1981), deutscher Benediktinermönch und Publizist
- Sträßer, Carsten (* 1980), deutscher Fußballspieler
- Strasser, Charlot (1884–1950), Schweizer Psychiater und Schriftsteller
- Strasser, Christian (* 1945), deutscher Verleger
- Strasser, Christian (* 1962), österreichischer Kulturmanager
- Strasser, Christian (* 1964), österreichischer Journalist und Buchautor
- Strasser, Christian (* 1975), österreichischer Schauspieler
- Strässer, Christoph (* 1949), deutscher Politiker (SPD, FDP), MdB
- Straßer, Christoph (* 1974), deutscher Schriftsteller
- Strasser, Christoph (* 1982), österreichischer ExtremsportlerChristoph Strasser (* 1982)

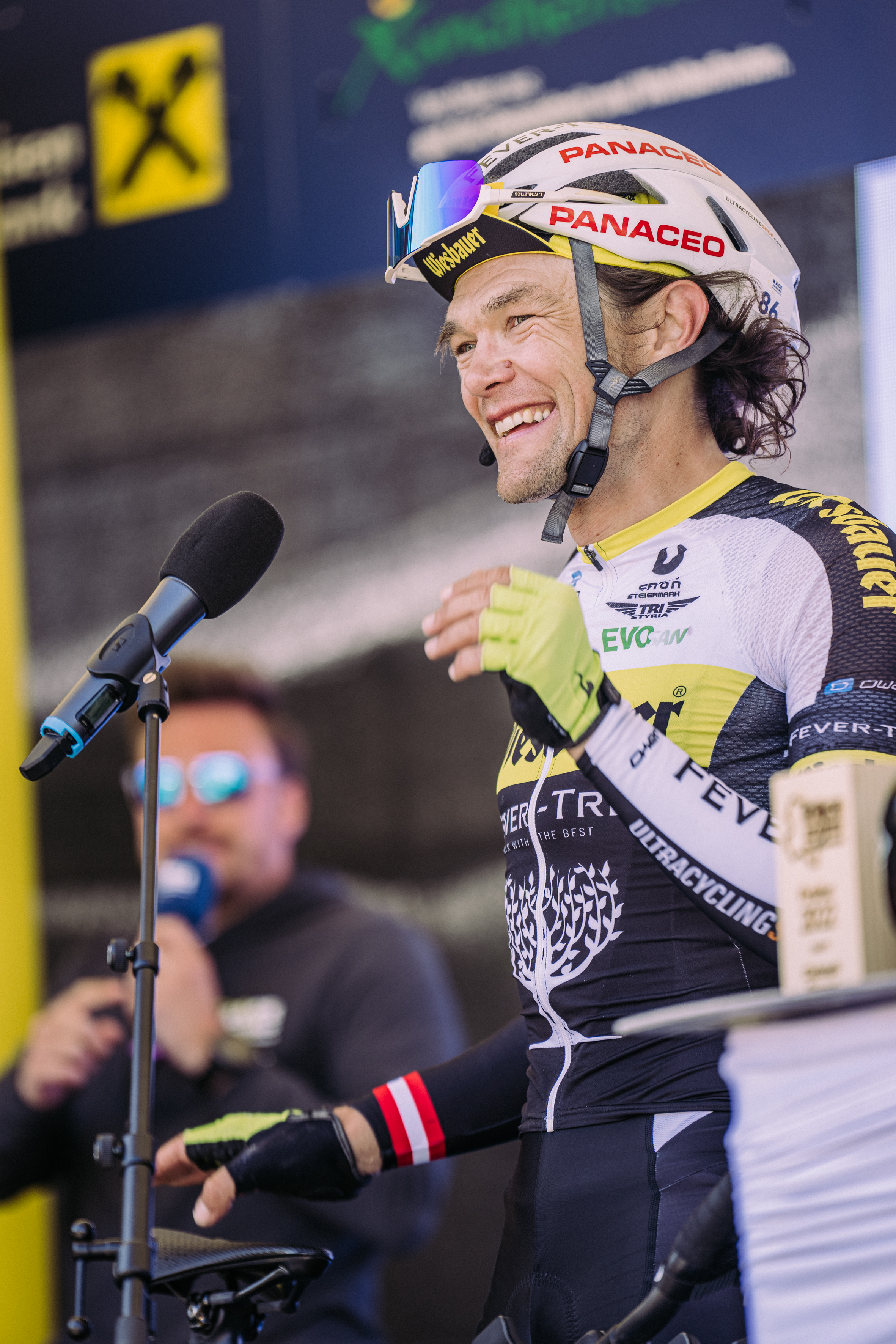
Christoph Strasser (* 1982)

- Sträßer, Daniel (* 1987), deutscher Schauspieler und Ensemblemitglied des Wiener Burgtheaters
- Strasser, Erika (1934–2019), österreichische Leichtathletin
- Strasser, Ernst, Harmonikabauer
- Strasser, Ernst (* 1956), österreichischer Politiker (ÖVP), Innenminister und EU-Parlamentarier
- Strasser, Evi (* 1964), kanadische Dressurreiterin
- Sträßer, Ewald (1867–1933), deutscher Komponist und Ehrenprofessor
- Sträßer, Felicia (* 2007), deutsche Fußballspielerin
- Strasser, Felix (1976–2017), deutscher Theaterregisseur und -pädagoge
- Strasser, Ferdinand (1901–1942), österreichischer Widerstandskämpfer, Politiker (SDAPDÖ, KPÖ) und NS-Opfer
- Strasser, Franz (1899–1945), österreichisch-deutscher NSDAP-Kreisleiter und Kriegsverbrecher
- Strasser, Georg (* 1971), österreichischer Politiker (ÖVP), Abgeordneter zum Nationalrat
- Strasser, Gottfried (1854–1912), Schweizer Pfarrer und Dichter
- Strasser, Gregor (1892–1934), deutscher Politiker (NSDAP), MdRGregor Strasser (1892–1934)

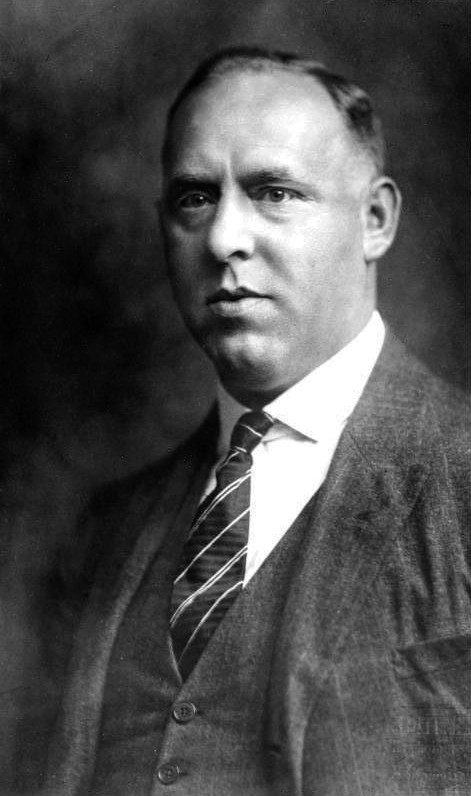
Gregor Strasser (1892–1934)

- Strasser, Hans (1852–1927), Schweizer Anatom und Hochschullehrer
- Strasser, Hans-Gotthilf (1883–1963), deutscher Rechtswissenschaftler und Politiker (LDPD), MdV
- Strasser, Heinrich (* 1948), österreichischer Fußballspieler
- Strässer, Herbert (1930–2005), deutscher Bildhauer
- Strasser, Hermann (* 1941), österreichischer Soziologe und Publizist
- Strasser, Hugo (1922–2016), deutscher Klarinettist und Bandleader
- Strasser, Isa (1891–1970), österreichische Kindergärtnerin, Journalistin, Schriftstellerin, Krankenschwester
- Strasser, Jakob (1896–1978), Schweizer Kunstmaler
- Strasser, Jeff (* 1974), luxemburgischer Fußballspieler und -trainer
- Strasser, Johannes (* 1945), deutscher Politiker (SPD), MdL
- Strasser, Johannes (* 1982), deutscher Basketballspieler
- Strasser, Johano (* 1939), deutscher Politologe, Publizist und Schriftsteller
- Strasser, Josef (1870–1935), sozialistischer Politiker, Journalist und marxistischer Theoretiker
- Strasser, Josef von (1870–1939), Benediktinermönch der Erzabtei St. Peter, Archivar und Schriftsteller
- Strasser, Joseph Willibald (1769–1846), deutscher römisch-katholischer Geistlicher, Münsterpfarrer in Konstanz
- Strasser, Karl (1869–1945), deutscher Architekt und Geheimer Baurat
- Strasser, Karl (1903–1981), italienischer Entomologe
- Straßer, Katharina (* 1984), österreichische SchauspielerinKatharina Straßer (* 1984)

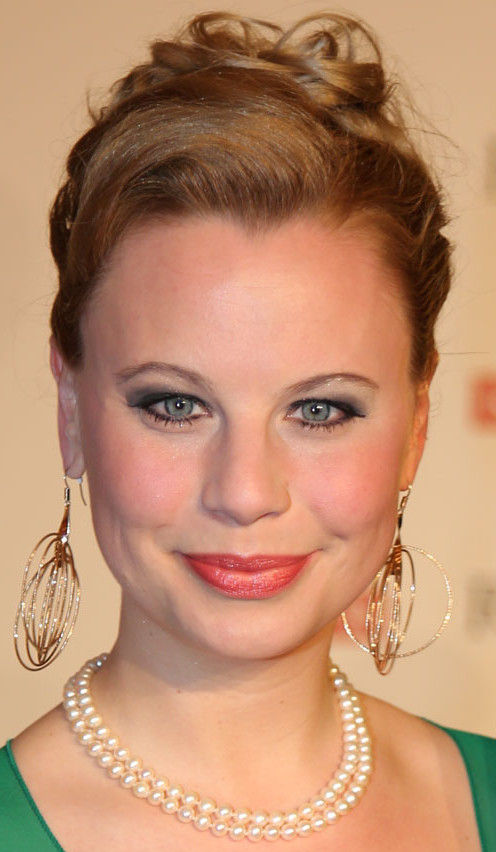
Katharina Straßer (* 1984)

- Straßer, Linus (* 1992), deutscher Skirennläufer
- Strasser, Lionel Afan (* 2002), österreichischer Hochspringer
- Strasser, Ludwig (1853–1917), deutscher Uhrmacher und Lehrer
- Strasser, Martha (1910–2002), deutsche Kommunistin und Widerstandskämpferin gegen den Nationalsozialismus
- Sträßer, Martin (* 1959), deutscher Politiker (CDU), MdL
- Straßer, Maximilian (1862–1929), deutsch-amerikanischer Bäckermeister und Mäzen
- Strasser, Michael (* 1983), österreichischer Extremsportler
- Strasser, Michaela (* 1950), österreichische Rechtsphilosophin
- Strasser, Nadja (1871–1955), deutsch-russische Feministin, Schriftstellerin und Übersetzerin
- Strasser, Ottmar (1905–2004), deutscher Schauspieler, Komiker, Charakterdarsteller und Regisseur
- Strasser, Otto (1897–1974), nationalsozialistischer PolitikerOtto Strasser (1897–1974)

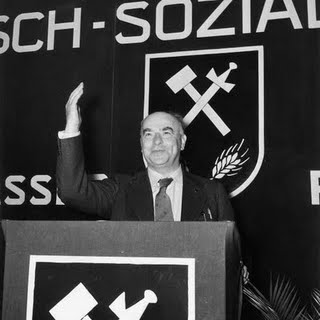
Otto Strasser (1897–1974)

- Strasser, Otto (1901–1996), österreichischer Geiger und Mitglied der Wiener Philharmoniker
- Strasser, Otto Erich (1888–1985), Schweizer evangelischer Geistlicher und Hochschullehrer
- Strasser, Patrick (* 1971), Schweizer Politiker (SP)
- Strasser, Peter, deutscher Chemiker und Hochschullehrer
- Strasser, Peter (1876–1918), deutscher Fregattenkapitän und Führer der Luftschiffe im Ersten Weltkrieg
- Strasser, Peter (* 1886), deutscher Radrennfahrer
- Strasser, Peter (1906–1987), US-amerikanischer Juwelier und Fußballfunktionär
- Strasser, Peter (1917–1962), österreichischer Politiker (SPÖ), Abgeordneter zum Nationalrat
- Strasser, Peter (* 1950), österreichischer Philosoph
- Strasser, Pirmin (* 1990), österreichischer Fußballtorhüter
- Sträßer, Ralf (* 1958), deutscher FußballspielerRalf Sträßer (* 1958)

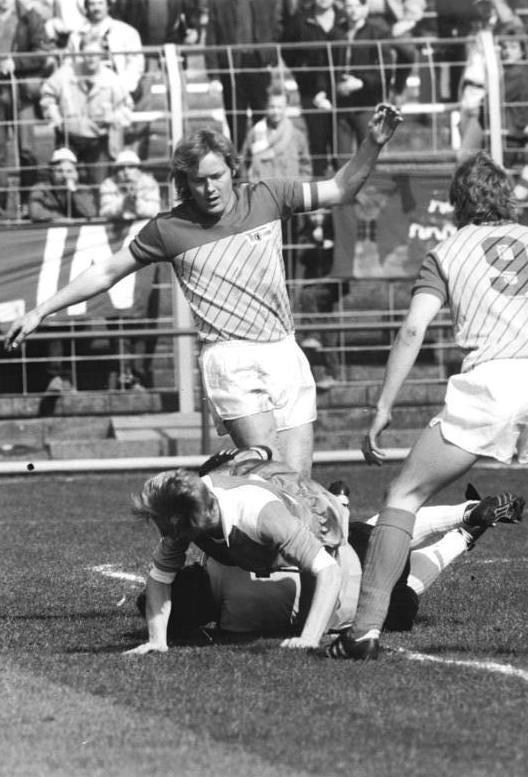
Ralf Sträßer (* 1958)

- Strasser, Raphael (* 2001), österreichischer Fußballspieler
- Strasser, Richard (1889–1982), österreichischer Politiker (SD), Landtagsabgeordneter
- Strasser, Rodney (* 1990), sierra-leonischer Fußballspieler
- Strasser, Roland (1892–1974), österreichischer Maler
- Strasser, Rudolf (1923–2010), österreichischer Rechtswissenschaftler und Universitätsprofessor
- Strasser, Rudolf von (1919–2014), österreichischer Journalist, Bankfachmann und Glassammler
- Strasser, Ruth (* 1952), deutsche Ärztin mit dem Spezialgebiet Kardiologie
- Strasser, Sebastian (* 1967), deutscher Regisseur
- Strasser, Siegfried (1929–2017), österreichischer Künstler
- Straßer, Stefan (* 1965), deutscher Improvisationsmusiker (Synthesizer, Elektronik) und Klangkünstler
- Strasser, Stephan (1905–1991), österreichischer Philosoph, Phänomenologe
- Strasser, Therese, deutsche Filmkomponistin
- Strasser, Tilman (* 1984), deutscher Autor und Literaturvermittler
- Strasser, Todd (* 1950), US-amerikanischer SchriftstellerTodd Strasser (* 1950)

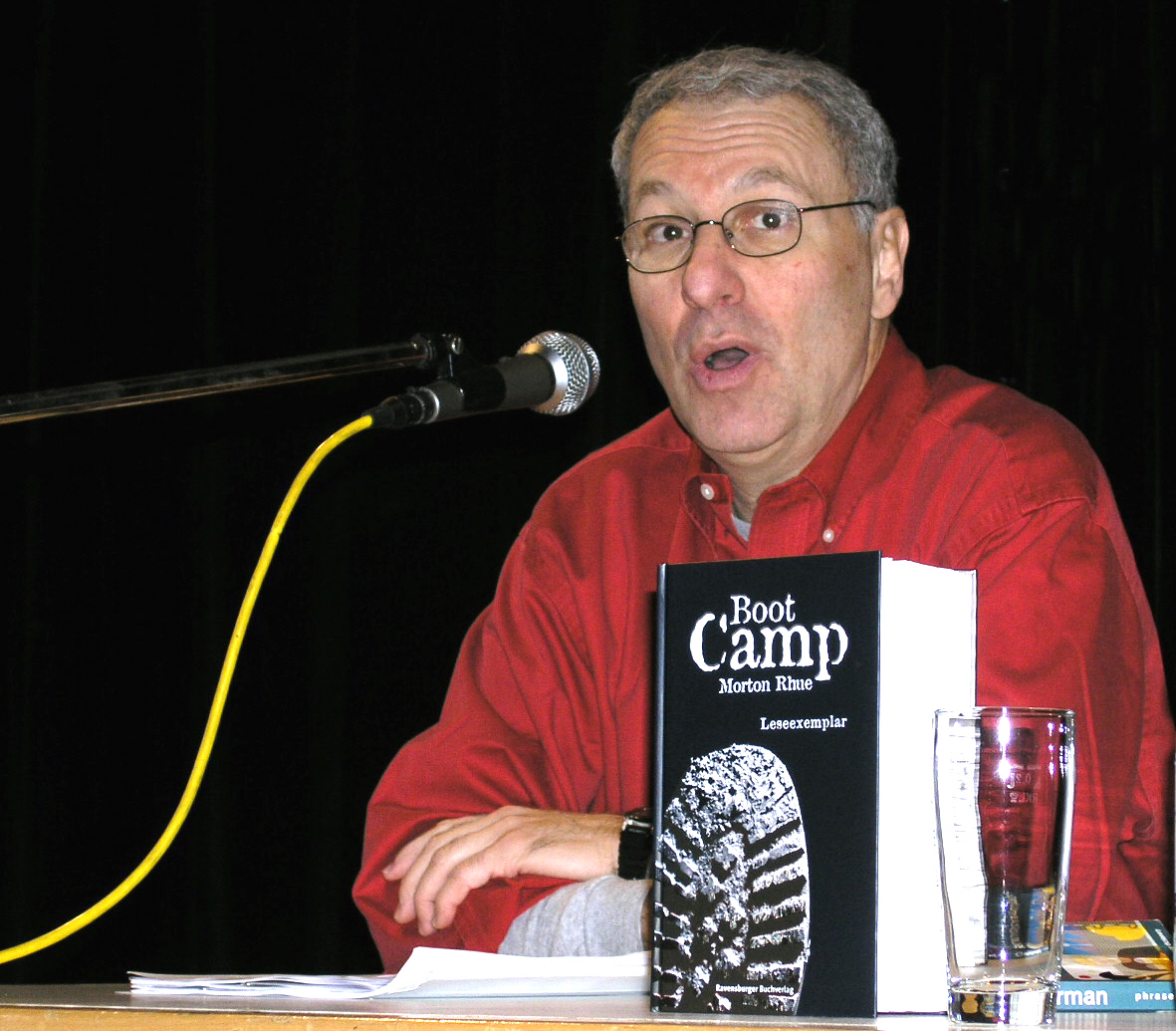
Todd Strasser (* 1950)

- Strasser, Valentine (* 1967), sierra-leonischer Offizier, Staatschef (1992–1996)
- Straßer, Wolfgang (1941–2015), deutscher Informatiker
- Strasser-Eppelbaum, Vera (1884–1941), russisch-schweizerische Psychiaterin und Plastikerin
- Strassera, Julio (1933–2015), argentinischer Jurist
- Strassgschwandtner, Josef Anton (1826–1881), österreichischer Maler und Grafiker
- Strassl, Hans (1907–1996), deutscher Astronom
- Straßl, Hubert (* 1941), österreichischer Schriftsteller
- Straßl, Lore (1930–2003), deutsche Übersetzerin und Herausgeberin
- Strässle, Alan (* 2000), Schweizer Unihockeyspieler
- Sträßle, Friedrich (1863–1927), österreichischer Journalist
- Strässle, Thomas (* 1972), Schweizer Literaturwissenschaftler und Flötist
- Strassmaier, Johann (1846–1920), deutscher Altorientalist und Astronomiehistoriker
- Strassman, Karen (* 1966), US-amerikanische Synchronsprecherin und Schauspielerin
- Strassman, Marcia (1948–2014), US-amerikanische Schauspielerin
- Strassman, Rick (* 1952), US-amerikanischer Psychiater und Autor
- Strassmann, Antonie (1901–1952), deutsche Sportfliegerin
- Strassmann, Ernst (1897–1958), deutscher Widerstandskämpfer gegen den Nationalsozialismus
- Strassmann, Erwin (1895–1972), deutsch-amerikanischer Gynäkologe
- Straßmann, Ferdinand (1838–1931), deutscher Mediziner und Stadtmedizinalrat von Berlin
- Straßmann, Fritz (1858–1940), deutscher Rechtsmediziner
- Straßmann, Fritz (1902–1980), deutscher Chemiker
- Strassmann, Georg (1890–1972), Pathologe und Hochschullehrer
- Straßmann, Heinrich (1834–1905), deutscher Allgemeinarzt und Frauenarzt
- Strassmann, Johannes (1985–2014), deutscher PokerspielerJohannes Strassmann (1985–2014)

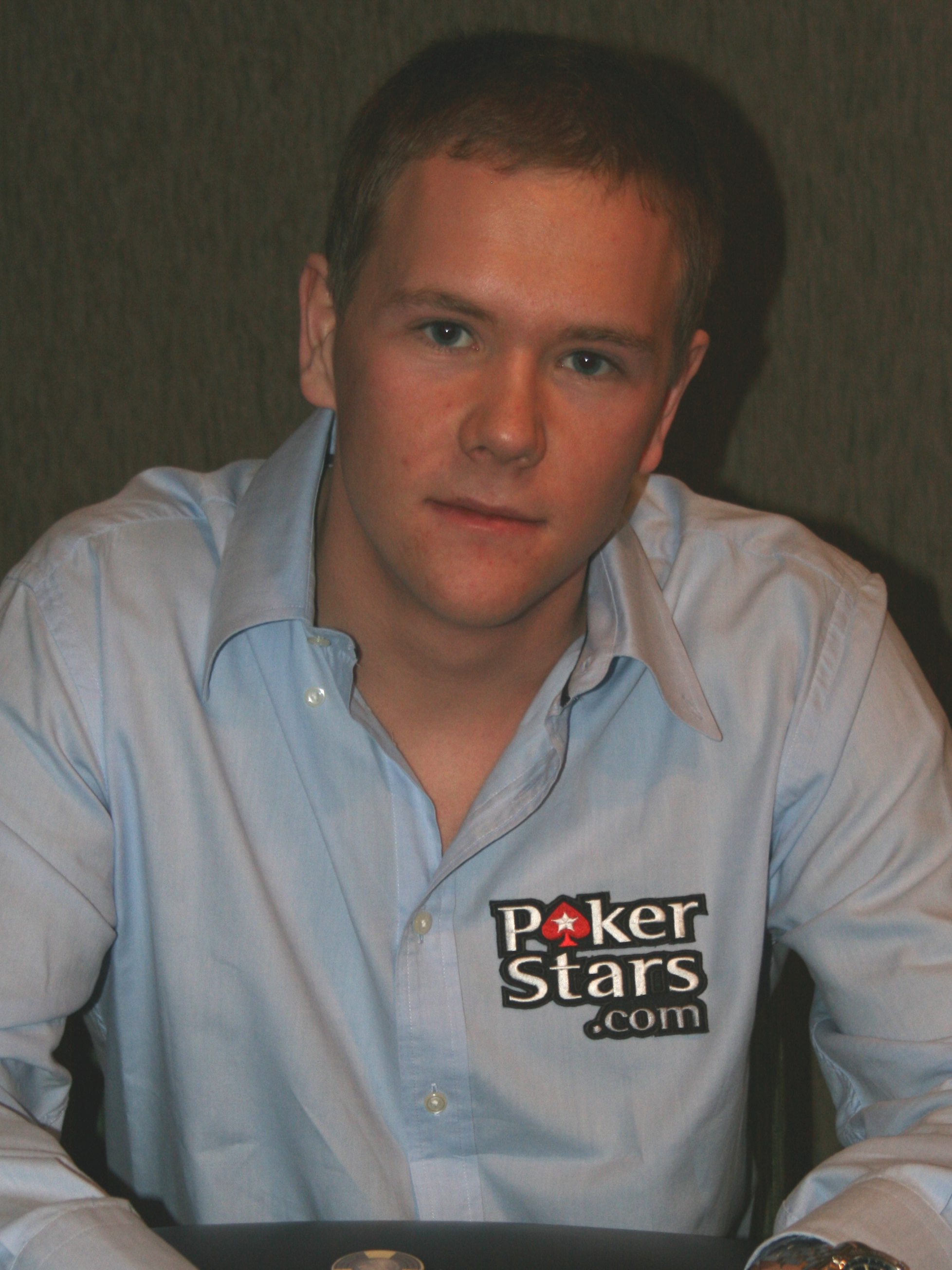
Johannes Strassmann (1985–2014)

- Straßmann, Josef Julius (1822–1889), deutscher Theaterschauspieler
- Straßmann, Paul (1866–1938), deutscher Gynäkologe, der sich besondere Verdienste um die Geburtshilfe erworben hat
- Strassmann, Pius (* 1963), Schweizer Lyriker und Musiker
- Strassmann, Reinhold (1893–1944), deutscher Mathematiker und NS-Opfer
- Straßmann, Sarah (* 1980), deutsche Künstlerin und Fotografin
- Strassmann, Werner (1935–2022), Schweizer Musiker, Dirigent, Arrangeur und Musikinstruktor
- Straßmann, Wolfgang (1821–1885), deutscher Mediziner und Politiker (linksliberal)
- Strassmann, Wolfgang Paul (1926–2021), US-amerikanischer Ökonom
- Straßmann-Witt, Hermine (1868–1946), deutsche Theater- und Stummfilmschauspielerin
- Strassmayer, Karolina (* 1971), österreichische Jazzmusikerin
- Straßmayr, Eduard (1885–1960), österreichischer Historiker und Archivar
- Straßmayr, Karl (1897–1945), österreichischer Politiker (NSDAP), Landtagsabgeordneter, MdR und SA-Führer
- Straßmeir, Alexander (* 1964), deutscher Politiker (CDU), Staatssekretär in Berlin
- Straßmeir, Andreas (* 1959), deutscher Infanterieoffizier
- Straßmeir, Günter (1929–2009), deutscher Politiker (CDU), MdA, MdB
- Straßner, Alexander (* 1974), deutscher Politikwissenschaftler
- Straßner, Andreas (* 1979), deutscher Langstreckenläufer
- Straßner, Arthur (1851–1936), bayerischer Generalleutnant
- Straßner, Erich (1933–2012), deutscher Linguist
- Straßner, Ernst (1905–1991), deutscher Künstler und Kunstpädagoge
- Straßner, Fritz (1919–1993), deutscher Schauspieler
- Strassner, Joe (* 1898), deutscher Modeschöpfer und Kostümbildner
- Straßner, Lothar (1853–1921), bayerischer Generalmajor
- Strassner, Markus (* 1973), österreichischer Kunst- und Antiquitätenhändler
- Sträßner, Matthias (* 1952), deutscher Dramaturg und Journalist
- Straßner, Thomas (* 1964), deutscher Chemiker
- Straßni, Fritz (1868–1942), österreichischer Schauspieler
- Strassoldo, Julius Cäsar von (1791–1855), altösterreichischer Feldmarschall-Leutnant
- Strassoldo, Leopold von (1739–1809), österreichischer Feldmarschall-Lieutenant, Inhaber des Infanterie-Regiments Nr. 27
- Strassoldo-Graffemberg, Michael von (1798–1873), Kaiserlicher Statthalter der Lombardei und danach der SteiermarkMichael von Strassoldo-Graffemberg (1798–1873)

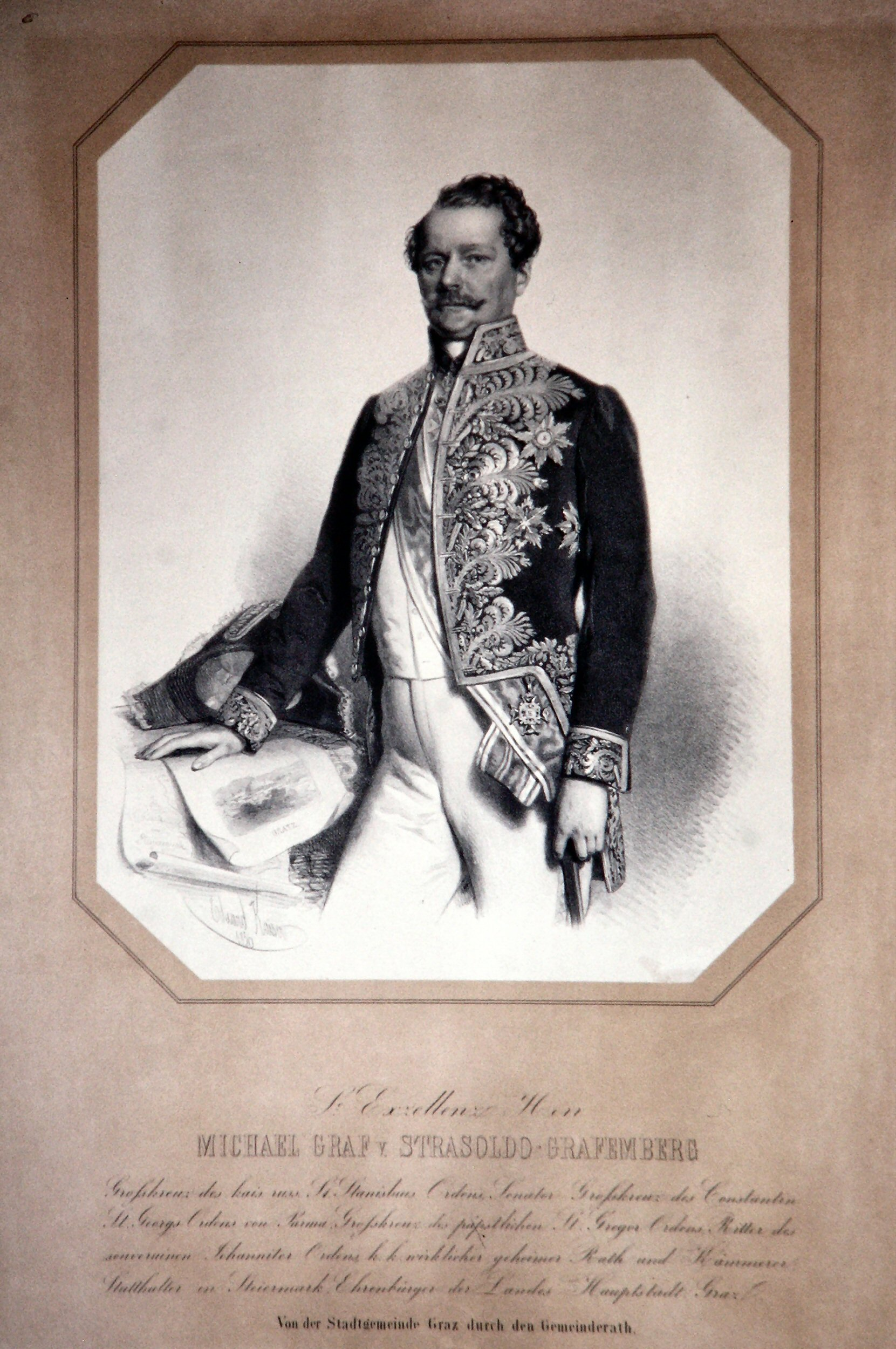
Michael von Strassoldo-Graffemberg (1798–1873)

- Straßweg, Alfred (1902–1997), deutscher Politiker (NSDAP), MdR, MdL

### Strasz
- Straszer, Egon (* 1966), österreichischer Bildhauer und Maler
- Straszyńska, Danuta (* 1942), polnische Hürdenläuferin und Sprinterin
- Straszyński, Andrzej (* 1944), polnischer Dirigent